# Джорджевич, Зоран (тренер)
Зоран Джорджевич (серб. Зоран Ђорђевић, род. 13 февраля 1952 Велики Йовановац, СФРЮ) — югославский и сербский футбольный тренер.

## Биография
Свою тренерскую деятельность начал в 26 лет в клубе «Раднички» (Пирот). Вскоре начинающий специалист уехал на Ближний Восток, где он долгие годы руководил командами из этого региона. Помимо клубной работы, Джорджевич возглавлял сборные Йемена, Судана и Бангладеш. Последнюю национальную команду серб в 2010 году привел к победе в футбольном турнире на Южноазиатских играх в Дакке. Затем он занимал должность главного тренера олимпийской сборной Филиппин.
В 2012 году он возглавил футбольную сборную молодого африканского государства Южного Судана. Судьбой тренера заинтересовался британский режиссёр Сэм Бенстид. Он разыскал Джорджевича и снял про него документальный фильм «Тренер Зоран и его африканские тигры» о его непростой работе с национальной командой.

## Достижения
- Победитель Южноазиатских игр: 2010.
- Чемпион Индии: 2008/09.
- Обладатель Кубка Саудовской Федерации футбола: 1992/93.
- Обладатель Кубка Эмира Кувейта: 1988/89.
- Обладатель Кубка Наследного принца Катара: 2002.
- Вице-чемпион Катара: 2001/02
- Финалист Кубка шейха Яссима: 2002.

## Фильмография
| Год  |    | Название                                              | Роль                 |
| ---- | -- | ----------------------------------------------------- | -------------------- |
| 2014 | тф | Тренер Зоран и его африканские тигры (Великобритания) | камео (главная роль) |